# أدوات بحث جنو
أدوات بحث غنو أو findutils هي حزمة غنو توفر أدوات بحث بدائية للبحث عن دلائل النظام في الحواسيب التي عليها أنظمة غنو ويونكس. تحوي هذه الحزمة تطبيقات الأدوات find، locate، updatedb و xargs. على أي حال، البرمجية locate و updatedb تم فصلهم في حزم محتلفة في الإصدارات الأخير في توزيعات لينكس متنوعة.

## البرامج المضمنة في الحزمة
- البرمجية find - البحث عن ملفات في التسلسل الهرمي للدليل
- البرمجية لوكيت - سرد الملفات في قواعد البيانات التي تطابق النمط المدخل
- البرمجية لوكيت - تحديث قاعدة بيانات اسم الملف
- البرمجية xargs - بناء وتنفيذ خطوط الأوامر من مدخل قياسي

## وصلات خارجية
- أدوات بحث غنو على موقع Free Software Directory (الإنجليزية)
- حزمة بحث غنو
- حزمة ديبيان